# Moschione (scrittore tecnico)
Moschione (III secolo a.C.) è stato uno scrittore e tecnico navale greco antico.

## Biografia
Visse probabilmente in Sicilia. In una sua opera dette una descrizione della nave di Gerone II di Siracusa, La Siracusia e della sua costruzione. La descrizione ci è stata tramandata da Ateneo.  La precisione con cui riferisce dettagli tecnici ha fatto supporre che fosse stato coinvolto nella progettazione o nella realizzazione della nave.
Nessun'altra fonte lo menziona, a meno di considerarlo coincidente con l'omonimo drammaturgo del quale Stobeo ci ha trasmesso qualche frammento.
Giuseppe Cambiano ha ipotizzato che il nome Moschione sia frutto di un errore di trascrizione e che la descrizione della Siracusia possa essere opera del Mosco Meccanico citato dallo stesso Ateneo come autore di un'opera Sulle macchine.